# کمپ تابستانی
کمپ تابستانی (به انگلیسی: Summer Camp) یک فیلم کمدی آمریکایی محصول سال ۲۰۲۴ به نویسندگی و کارگردانی کاستیل لاندون با بازی دایان کیتن، کتی بیتس، الفری وودارد، بورلی دی آنجلو، نیکول ریچی، جاش پک، بتسی سودارو، دنیس هیزبرت و یوجین لوی است.

## داستان
نورا، جینی و مری از زمان کودکی دوستان صمیمی بودند و تعطیلات تابستانی خود را بدون مشکلی با هم گذراندند. با بالا رفتن سن، فرصت‌هایشان برای گذراندن وقت با هم کاهش یافته است، و بنابراین، وقتی فرصتی برای یک اردوی تابستانی فراهم می‌شود، همگی آن را می‌پذیرند، البته با سطوح مختلفی از اشتیاق.

## ساخت
فیلمبرداری در کارولینای شمالی در آوریل ۲۰۲۳ آغاز شد و در اواخر ماه مه به پایان رسید.

## انتشار
در آوریل ۲۰۲۴، کمپانی رودساید اترکشنز حقوق پخش فیلم در ایالات متحده را به دست آورد و در ۳۱ می ۲۰۲۴ در سینماها اکران شد.

## بازخوردها
- در وب‌سایت جمع‌آوری نقد راتن تومیتوز از رای ۳۹ نقد منتقد، دارای میانگین امتیاز ۳٫۲ از ۱۰ است.
- در متاکریتیک که از میانگین وزنی استفاده می‌کند، بر اساس رای ۹ منتقد، امتیاز ۴۱ از ۱۰۰ را به فیلم اختصاص داد که نشان دهنده نقدهای "مختلط یا متوسط" است.
- تماشاگران در نظرسنجی سینماسکور به فیلم نمره متوسط "C" در مقیاس A + تا F دادند.[۷]